# Johann Kaspar Coqui

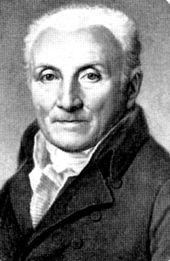
Johann Kaspar Coqui

Johann Kaspar Coqui (* 4. Januar 1747 in Magdeburg; † 10. Juni 1824 ebenda) war Fabrikant und Magdeburger Kommunalpolitiker.

## Leben
Johann Kaspar Coqui entstammte einer hugenottischen Familie, die aus Frankreich nach Magdeburg eingewandert war. In Magdeburg bildeten die aus Frankreich eingewanderten Hugenotten die Französische Kolonie zu Magdeburg und die aus der Pfalz eingewanderten Reformierten (Hugenotten und Deutsche) die Pfälzer Kolonie. Beide Kolonien unterstanden nicht der sonstigen städtischen Verwaltung, sondern bildeten autonome Gemeinden mit eigenen Verwaltungen.
Johann Kaspar Coquis Vater war ein bereits in Magdeburg geborener Strumpfwirkermeister. Coqui wurde am 26. Oktober 1770 Bürger der Pfälzer Kolonie. Am 18. November 1770 heiratete er Marie Roux, die Witwe des Uhrmachers David Maquet, die bereits drei Söhne hatte; unter ihnen die beiden späteren Unternehmer Ludewig David Maquet und Karl Maquet. Aus seiner Ehe mit Marie Roux gingen 5 Kinder hervor. Nach Maries Tod heiratete Coqui am 1. Dezember 1801 Johanna Christiane Henriette Dürking.

## Öffentliche und wirtschaftliche Tätigkeiten
Obwohl seine Familie Strumpfwirker waren, bewarb sich Coqui um eine Konzession zum Betrieb einer Zuckerraffinerie in Magdeburg, die er am 29. April 1788 vom König auch erhielt. Gemeinsam mit seinem Stiefsohn Ludewig David Maquet betrieb er daraufhin den einzigen Betrieb dieser Art in der Stadt, was ihm Ansehen und Wohlstand brachte. Daneben betrieb er weitere Geschäfte mit seinen Söhnen und Stiefsöhnen. Mit einem Jahreseinkommen von 12.000 Talern und einem Vermögen von etwa 700.000 Talern galt Coqui als einer der reichsten Bürger Magdeburgs.
1788 wurde Coqui zum Bürgermeister der Pfälzer Kolonie gewählt. Dieses Amt hatte er bis zur Aufhebung des Sonderstatus der Pfälzer Kolonie 1808 inne. Coqui war Mitglied der Reichsstände während der Zeit des Königreich Westphalen und hatte in der Wallonisch-Reformierten Gemeinde das Amt eines Presbyters inne.
Coqui verfügte über Grundbesitz sowohl in Magdeburg, das Haus Zum goldenen Greif am Alten Markt, als auch in Buckau. Nach seinem Tode gründete seine Frau Henriette Coqui, geb. Dürking 1858 in Buckau die „Johann Kaspar Coquische Stiftung für altersschwache und arme Personen der Gemeinde Buckau“.

## Ehrung
Zu seinen Ehren ist in Magdeburg-Buckau eine Straße (Coquistraße) nach ihm benannt.